# Рот-на-Оуре
Рот-на-Оуре (нем. Roth an der Our) — община в Германии, в земле Рейнланд-Пфальц. 
Входит в состав района Айфель-Битбург-Прюм. Подчиняется управлению Нойербург.  Население составляет 178 человек (на 31 декабря 2010 года). Занимает площадь 1,90 км².

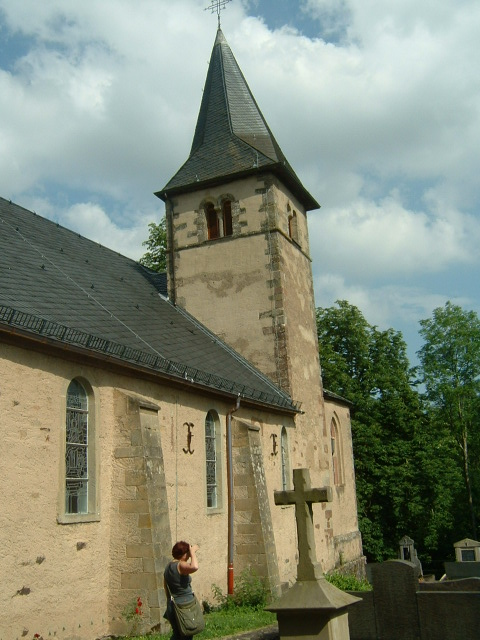
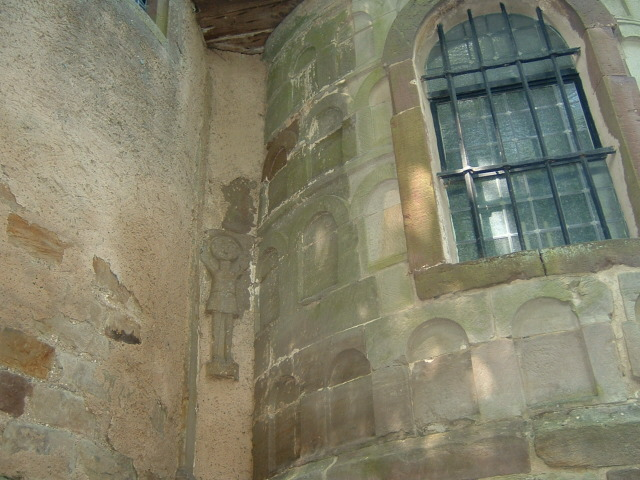
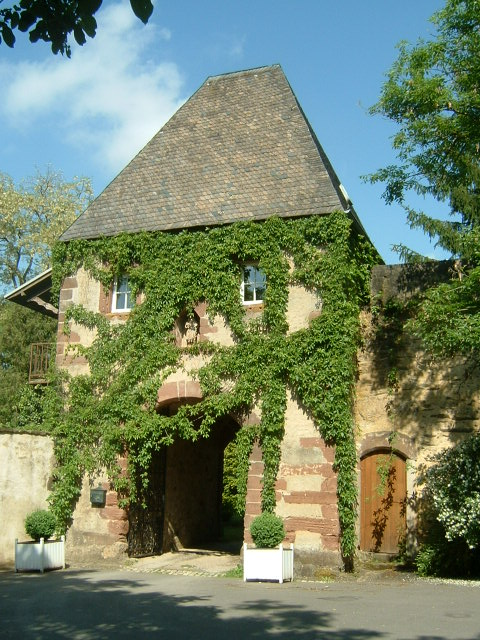
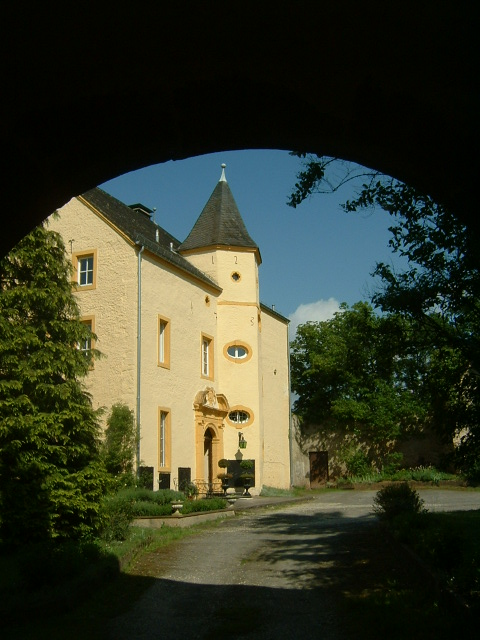